# Тортелли
Тортелло — вид макаронных изделий с начинкой (равиоли), распространён в итальянских регионах Эмилия-Романья, Ломбардия и Тоскана. Имеют прямоугольную форму, размер около 2 см на 3 см. Часто подаются приправленными растопленным сливочным маслом, с лардо (салом), томатами, и мясным соусом-рагу (ит.).
Наиболее характерными блюдами являются тортелли из рикотты с травами, приправленные маслом и шалфеем. В Мантуе, Реджо и Кремоне типичны «зелёные» тортелли (ит.) и тыквенные тортелли (ит.); в Парме — тортелли с рикоттой и травами (итал. tortelli d'erbetta); в Пьяченце — тортелли со шпинатом (итал. tortelli alla Piacenza); в Нижней Парме (ит.) — тортелли с крапивой, артишоками, картофелем, а также так называемые тортель долс (ит.) маленькие тортелло с кисло-сладкой начинкой.
В Тоскане можно найти: тортелло с яблочной начинкой, типичные для Пистойи; картофельные тортелло (ит.) распространённые в районах Ареццо, Флоренции и Прато; тортелло по-мареммски (ит.) с начинкой из рикотты и шпината, отличаются от других бо́льшим размером. Также известны картофельные тортелли из Муджелло и сладкие тортелло из Питильяно с влиянием еврейской кухни.
Мясные тортелли (или «торделли» на местном диалекте), типичные для провинций Масса-Каррара, Лукка, Версилия (ит.) и Гарфаньяна, имеют не прямоугольную, а полукруглую форму и содержат начинку из мяса и зелени (прежде всего тимьяна). Первоначально зародившиеся как блюдо, которое готовят исключительно в католический Масленичный четверг, в последствии торделли вошли в народную кухню и готовятся не только по праздничным случаям.
В провинциях Лукка, Виареджио, Камайора, Версилия и Апуанских Альпах готовят торделли с небольшими местечковыми или даже семейными различиями в рецепте, такими как добавление или отказ от вареного или сырого мяса, мортаделлы, колбасы (вареной или сырой), яиц, мангольда, шпината, пармезана, пекорино, рикотта, тимьяна, мускатного ореха, гвоздики, панировочных сухарей и другими, часто почти неотличимыми друг от друга. В провинции Лукка также готовят более крупные тортелли круглой формы (два слоя теста толщиной около 1 мм или 2 мм) с начинкой из мяса (телятины, свинины или их смеси, иногда колбасы), размоченного чёрствого хлеба, мангольда, яйца, перца и мускатного ореха, заправленные мясным соусом или томатным соусом; в сезон охоты в ресторанах можно найти вариант с мясом кабана.
В Верхней Романье (Форли-Чезена), в предгорьях Тоскано-Романьских Апеннин, традиционны «тортелли алла ластра» (ит., рус. тортелли на плите), фаршированные картофелем, приправленные беконом или колбасой, а иногда и травами, похожие на крещоне, но квадратной формы в отличие от крещоне, которые имеют форму полумесяца и распространены по всей Романье. Первоначально их готовили на раскаленной каменной плите над камином, откуда и появилось их название.
Подобно равиоли, существуют также версии жареных и сладких тортелли, наполненных джемом, рикоттой или шоколадом.

## Примечание
1. ↑  Tortelli del Mugello: pasta fresca e patate. La storia di 500 tortelli per 18 persone. Дата обращения: 18 декабря 2022. Архивировано 14 декабря 2022 года.
2. ↑  Tortelli alla lastra. Дата обращения: 18 декабря 2022. Архивировано 14 декабря 2022 года.
3. ↑  Festa del Tortello alla Lastra (итал.). Дата обращения: 18 декабря 2022. Архивировано 18 декабря 2022 года.